# 가말 압델 나세르
가말 압델 나세르(아랍어: جمال عبد الناصر حسين, 영어: Gamal Abdel Nasser, 1918년 1월 15일 ~ 1970년 9월 28일)는 이집트의 정치인, 혁명가이다. 1956년부터 1970년 그가 죽을 때까지 이집트의 대통령이었다.
나세르는 1952년 군부 쿠데타를 일으켜 군주제를 폐지한 뒤 정권을 잡았고, 이듬해 이집트 토지 개혁을 통해 이집트 전체에 광범위한 토지개혁을 실시했다. 1954년 무슬림 형제단 회원들이 그를 살해하려고 시도하자, 그는 조직을 탄압하고 당시 대통령이었던 무함마드 나기브를 연금가택했다. 그는 1956년 6월 이집트 총선에서 대통령이 되었다.
수에즈 운하를 국유화시키고 수에즈 위기에서 정치적인 승리를 거두면서 이집트와 아랍 세계에서 나세르의 인기는 크게 치솟았다. 그의 지도력을 통해 범아랍주의를 실현하려는 요구는 1958년부터 1961년까지 시리아와 아랍 연합 공화국을 창립하면서 증대되었다. 1962년 나세르는 아랍 사회주의를 통한 여러 조치와 이집트의 근대화 개혁을 시작했다. 그의 범아랍주의의 결점에도 불구하고 1963년까지 나세르의 지지자들은 아랍 각국에서 권력을 얻었지만, 나세르는 북예멘 내전과 아랍 냉전에 휘말리게 되었다. 그는 1965년 3월 총선 이후 두번째 대통령 임기를 시작했다. 1967년 6일 전쟁에서 이집트가 이스라엘에 패배한 이후 나세르는 사임했지만 그의 복귀를 요구하는 민중시위로 인해 그는 대통령직에 복권되었다. 1968년 나세르는 그 스스로를 이집트의 총리로 임명하고, 이스라엘에 잃은 영토를 수복하기 위해 소모전을 개시했으며, 군의 비정치화 과정을 시작했고 정치적 자유 개혁을 실시했다. 1970년 아랍 연맹 회담 이후 그는 심장마비로 사망했다. 카이로에서 열린 그의 장례식에는 500만 명 이상의 애도자가 참석했으며, 아랍 세계는 그의 죽음에 안타까움을 표했다.
나세르는 범아랍주의와 사회적 평등, 반제국주의 노력과 근대화 정책으로 인해 아랍 세계에서 상징적인 인물로 남아있다. 나세르 시대는 이집트의 문화적 발전이 이루어지면서 촉진되던 시기였고 아스완댐 공사 및 헬완 건설을 비롯한 여러 대규모 산업계획이 추진되던 시기였다. 그러나 그의 권위주의와 인권 탄압, 군의 민간 지배, 그리고 이로 인한 이집트의 군부 독재 시기가 출현했다는 점에서 나세르의 반대자들은 그를 비판한다.

## 어린 시절

### 출생과 어린 시절

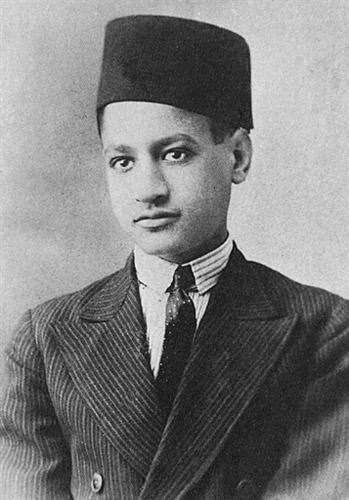
소년 시절의 나세르

나세르는 이집트 남부의 도시 아시우트 근처 베니 무르(Beni Mur)의 팔레힌 출신의 우체국 노동자 압델 나세르 후세인(Abdel Nasser Hussein)의 아들로 알렉산드리아에서 태어났다 나세르의 어머니 파히마 하마드는 나세르가 8살이던 1926년에 사망했다. 어머니가 사망할 당시 카이로의 삼촌 카릴 후세인(Khalil Hussein)의 집에 있어서 어머니가 죽었다는 사실을 몰랐고, 장례식에도 참석하지 못했다. 나세르가 카이로에 있었던 이유는 알려지지 않았다. 전기 작가 사이드 아부리쉬는 "나세르에게서 특별한 힘을 발견했고, 그래서 큰 도시의 좋은 학교에 보내기"로 결정한 것이라고 얘기했다. 나세르의 아버지는 재혼해서 7명의 자녀를 두었다. 3년 후 베니 뮈르의 꾸란학교를 마친 나세르는 이제 11살이었고, 알렉산드리아의 중학교에 입학했다.
학창시절에 친구들과 데모중에 카이로의 알 로다 다리를 건너려다 부상을 입었고, 체포되어 2일간 투옥되기도 했다

### 사관학교 시절
나세르의 정치 관심은 학창 시절 내내 계속되었고, 나세르는 졸업반때 "등교한 날이 45일 뿐"이었다고 회상하기도 했다. 그 덕분에 "이집트의 정치개혁에 관심있는 카이로 중학생 협회"의 의장으로 선출되어 1935년부터 1936년까지 재임하기도 했다. 그런 뒤 1937년 3월, 나세르는 이집트 사관학교에 입학했고, 육군 장교가 되겠다는 일념에 잠시 정치 활동을 접었다. 사관학교 재학 시절, 나세르는 압델 하킴 아메르와 안와르 사다트를 사귀게 되는데, 이 두 사람은 이후 나세르의 정치 행보에서 중요한 동지가 되었다. 나세르의 첫 번째 임지는 고향 베니 뮈르(Beni Mur) 근처 마카바드 마을이었다. 사다트에 따르면, "(파루크 국왕의) 군주제에 대한 군사적 불행에 대한 논의를 시작했다."

### 제2차 세계 대전

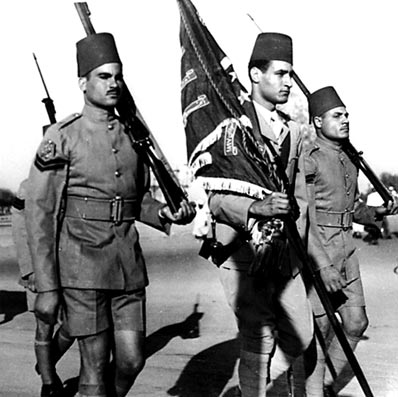
부대기를 들고 행진 중인 나세르. 1940년 촬영

1939년, 사관학교를 졸업하고 장교로 임관한 나세르는 친구와 함께 당시 이집트에 통합되어 있던 수단 근무를 자원했다. 그들은 수단에 도착한 지 얼마 안되어 제2차 세계 대전이 벌어졌다. 전쟁 기간 중 나세르와 안와르 사다트는 다른 친구과 정치 동지들과 함께 특히 몇 명의 이탈리아인 추축국 정보요원들과 접촉했다. 그들은 이탈리아가 이집트에서 영국을 몰아낼 목적으로 공세를 개시할 때 쿠데타를 일으킬 계획을 세웠다. 그러나 이 계획은 실행되지 않았다. 전쟁 기간 중 나세르는 혁명을 지지하는 강렬한 민족주의 성향의 다른 젊은 장교들을 규합하기 시작했다.
이집트는 2차 엘 알라메인 전투에서 독일군과 이탈리아군이 대패한 이후까지 오랫동안 공식적으로는 중립을 유지했으며, 이집트군은 전쟁에 참전하지 않았다. 나세르는 제2차 세계 대전이 아니라 1948년 1차 중동 전쟁 중 팔레스타인에서 처음 실전을 겪었다. 이때 이집트군은 팔루자 포위망으로 알려진 지역을 방어하고 있었다. 전쟁 후 나세르는 카이로에 있는 왕립 군사학교 교관이 되었다. 이후 몇 년 동안 나세르는 개혁 성향 장교들을 규합한 집단을 형성하는 일에 매달렸다. 1949년 이후, 이 장교 집단은 자유장교단이라는 이름을 얻었고, "자유와 조국의 존엄성 회복에 대해 얘기했다"

## 혁명

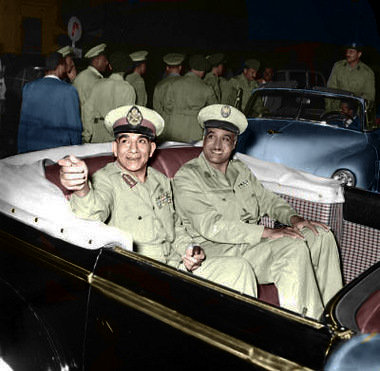
무하마드 나기브와 나세르

시기를 가늠하고 있던 나세르와 자유장교단은 1952년에 "혁명의 시기가 무르익었다"고 판단하여 오랫동안 준비해온 혁명 계획을 7월 23일 실행에 옮겼다. 그날 자유장교단은 카이로에 있는 정부 청사 및 관공서, 라디오 방송국, 경찰서, 군 사령부를 점령했다. 이어 쿠데타 세력들은 1948년 1차 중동전쟁의 영웅 무하마드 나기브 장군을 대통령으로 내세웠다. 더 중요하게는 새로 수립된 정부는 즉시 이집트 내 영국인과 영국 자산을 존중한다는 점을 영국에 보장하면서 영국이 쿠데타에 개입할 명분을 주지 않았다. 또한 퇴위당한 파루크 국왕에게 가족과 함께 "이집트를 떠난다면 명예와 신변의 안전"을 보장하겠다 하여 나세르의 혁명세력은 미국의 개입 가능성도 차단했다.
정권 장악 후에도, 나세르와 자유장교단은 이집트 정부를 하루 하루 통제하는 것에는 큰 관심이 없었다. 그래서 자유장교단은 오랜 정치인이었던 알리 마히르(Ali Maher)를 수상으로 임명하면서 그에게 권력을 이양했다. 하지만 자유장교단은 이집트 혁명사령평의회(Egyptian Revolutionary Command Council)를 조직하여 이집트의 실권을 장악했으며, 위원회 의장은 나기브가 취임했고, 나세르는 부의장이 되었다 혁명사령평의회는 실제로 강력한 이상주의적 신념을 가지고 있었고, 마히르는 혁명사령평의회가 제안한 토지 개혁을 거부한 것 때문에 1952년 9월 7일에 사임을 강요당했다. 그 직후, 나기브는 새로운 수상으로서 모든 권력을 움켜쥐었다.

## 나기브와 갈등
1953년 6월, 농지개혁법의 전면 시행과 더불어 나기브는 이집트 군주정의 공식 폐지와 자신을 이집트 공화국의 새로운 대통령이라고 선언했다. 나세르는 부수상 겸 내무상이 되었다. 공화국 수립 후, 나기브와 나세르는 서로 싸우기 시작했다. 이들의 권력 투쟁은 나기브가 대통령 및 수상 지위에서 사임하게 되는 1954년 2월 24일에 최고조에 달했다.. 그 직후 혁명사령평의회는 "새 수상 나세르를 기쁘게 소개한다"라고 발표했으나, 대통령 자리는 공석으로 남겨두었다. 그런 다음 혁명사령평의회는 나기브가 다시 권력에 복귀할 여지를 없애기 위해 그를 가택 연금시켰다.
이집트 혁명사령평의회는 나기브에 대한 대중의 지지와 인기를 고려하여 수순을 조절했다. 많은 시민들이 나기브의 복권을 요구하며 항의 운동에 동참했다. 이런 항위 시위의 결과로 혁명사령평의회 내의 상당수 구성원들이 나세르에게 나기브를 다시 대통령으로 복권시키고, 자유 선거를 통해 새 대통령과 수상을 선출하라고 요구했다. 나세르도 결국 이에 동의했고, 나기브는 대통령으로 복권했다. 며칠 후, 나세르는 나기브에게 수상 지위는 포기하도록 강요했고, 나세르 자신이 권력을 장악하는 방해가 될 모든 문제들을 제거했다.

## 이집트 대통령 취임

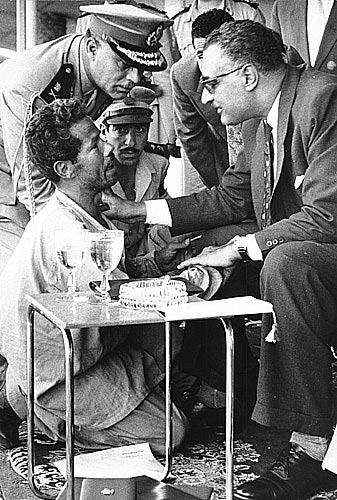
"나세르가 집없는 이집트인들에게 일자리를 주다"

자유장교단은 무하마드 나기브를 대통령직에서 박탈시킨 뒤, 가말 압델 나세르를 지도자로 내세웠다. 나세르는 혁명사령평의회 의장에 취임하여 국가원수로 활동한 뒤, 1956년 6월 6년 임기의 대통령에 당선되어 23일 제2대 대통령에 공식 취임 후 업무를 시작하였다.

### 국내 정책
나세르는 대통령 취임 후 베이, 파샤 등 튀르크식 봉건적 칭호를 폐지하였다. 또한 토지를 국가가 매입하여 소작 농민들에게 분배하는 토지 개혁을 단행하였다.

#### 외국 자본의 국유화
1955년 ~ 1957년 사이 나세르의 이집트 정부는 외국계 은행 및 보험회사 뿐만 아니라 외국계 제조업 회사를 국유화했으며, 외국계 대리인과 대표자를 이집트인 소유로 넘기도록 강제했다. 이러한 강요된 이전은 이집트 내 외국인 공동체를 1/10로 감소시켰는데, 전쟁 전 최고 10만명에 달했던 알렉산드리아의 그리스인 같은 경우 수천명만이 남게 되었다.

### 대외 정책

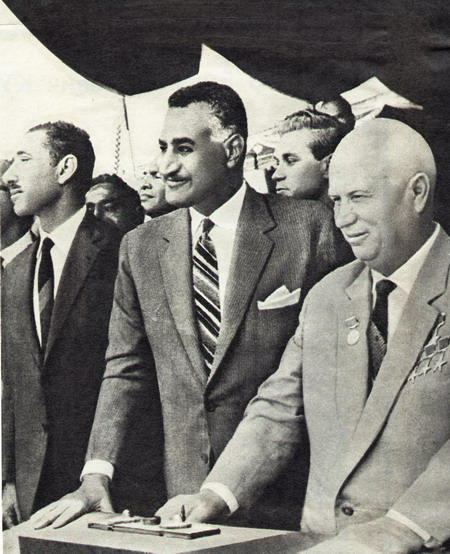
1964년 나세르와 소련 서기장 니키타 흐루쇼프

#### 수에즈 운하
나세르는 수에즈 운하에서의 영국군 철수를 협상하여 1956년 6월 13일 영국은 수에즈 운하를 공동 관리권으로 두고 영국군을 철수하였다. 이후 7월 26일에 운하를 국유화하였고, 원래 목적은 미국의 원조가 중지되면서 중단된 아스완 댐 건설 자금을 마련하기 위한 것이었다.원래 아스완 댐 건설 목적에는 시민들에게 노동의 기회를 제공하려는 부분이 있었는데 영국과 미국으로부터 댐 건설에 필요한 비용을 원조 받지 못했기 때문에 수에즈 운하의 수입을 이용하고자 한 것이었다. 또한 이 시기의 이집트는 필요한 무기를 서방으로부터 조달하지 못하자 체코슬로바키아로부터 이를 조달했는데 이러한 나세르의 행동은 영국과 미국에게 반서방 주의 정책이라 여겨지게 된다. 당시는 냉전 초기로 각지의 식민지에서 민족주의가 고취되던 시기였기 때문에 영국이나 프랑스는 식민지가 많은 아프리카 대륙 각지의 정치 동향에 민감하게 반응했다. 그리고 아프리카 식민지 지배에 집착하던 프랑스는 프랑스로부터의 독립을 꾀하는 알제리에 이집트가 물자를 공급하고 있었기 때문에 영국과 미국의 나세르에 대한 압력에 동조하게 된다. 이집트에 대하여 해외 자산 동결이나 식량 원조 취소 등의 보복 조치가 취해졌으며 1956년 10월에 이스라엘이 이집트에 침공하면서 2차 중동 전쟁이 발발하게 되었고 이스라엘과 밀약을 맺은 영국과 프랑스도 운하의 무료 사용권을 요구하며 전쟁에 참여하게 된다. 하지만 소련과 미국이 전쟁에 대하여 강한 거부감을 나타내고 유엔에서는 이집트에 의한 수에즈 운하 국유화의 정당성이 인정되면서 이스라엘, 영국, 프랑스는 국제사회의 비난을 받고 결국 철병을 하면서 전쟁은 종결된다.

#### 아랍 지도자
수에즈 위기의 성공과 수사 능력 덕분에 나세르는 아랍인들의 단결에 영향을 주게 되는 "나세르 주의"를 발전시켰다. 많은 사람들이 나세르를 기존 아랍 정치계에 도전하는 새로운 아랍의 지도자로 보게 되었다. 나세르의 정책은 범아랍주의와 연관되었으며, 이는 아랍 국가들에게 제국주의 서구세계와 대결에 나서도록 고취했다. 그리고 아랍국가들에게 아랍의 자원들을 서구인들이 아니라 아랍인들의 이익을 위해 사용하자고 역설했다. 1967년 연설에서 나세르는 "우리는 아랍인들의 행동으로 많은 것을 얻을 수 있으며, 우리의 싸움에서 많은 부분을 차지한다. 적들과 도전을 직시하여 조국을 발전시키고 건설해야 한다."고 선언했다.

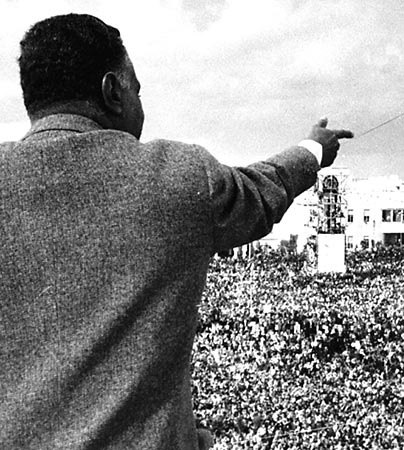
1961년 시리아 홈스(Homs)에서 군중들에게 연설하고 있는 나세르

1958년 시리아 군과 시민 지도자들은 시리아와 이집트의 통합을 요청해 왔다. 급작스러운 제안에 놀라고 시기가 맞는지 확신할 수 없었지만, 나세르는 통일 아랍 공화국(United Arab Republic) 건국에 동의했다. 많은 사람들은 이를 범 아랍국가 건설의 첫 번째 단계로 받아들였다. 여기에 예멘까지 통합하려는 시도가 있었지만, UAR은 결국 성공하지 못했다. 시리아에서 이집트인 관료들 및 장교들은 강압 통치를 펼쳤고, 급속히 팽창한 비밀 경찰은 무슬림 형제단과 시리아 공산당을 포함한 반대 세력들을 강력하게 탄압했다. 반면에 시리아 유산계층들은 희망했던 것과 달리 이집트 시장에 접근할 수 없었다. 시리아 유산계층과 장교단 사이에 퍼진 불만은 다마스커스에서 분리주의자들의 활동을 유발하게 되었다. 비록 1971년까지 이집트는 그 명칭을 계속 사용했지만, 결국 1961년 통일 아랍 공화국은 해체되었다. 예멘 내전에 이집트의 개입은 통일 아랍 공화국의 꿈 때문이었다.

## 사임, 그리고 그 이후
9월 28일 하오 카이로 공항에서 쿠웨이트 사절단을 환송하고 기절해 쓰러졌으며 곧 공항 근처의 엘바크리병원에 이송되어 3명의 의사가 긴급 동원되면서 응급치료를 했으나 현지시각으로 9월 28일 18시 15분 사망했다.

## 죽음과 장례식
1970년 10월 1일 장례식이 국장으로 치러졌다. 시체는 메카를 향해 천으로만 덮인채 안장됐다.

## 역대 선거 결과
| 선거명      | 직책명          | 대수 | 정당               | 득표율  | 득표수      | 결과 | 당락 |
| ----------- | --------------- | ---- | ------------------ | ------- | ----------- | ---- | ---- |
| 1956년 선거 | 이집트의 대통령 | 2대  | 국가연합           | 99.9%   | 5,499,555표 | 1위  |      |
| 1958년 선거 | 이집트의 대통령 | 2대  | 국가연합           | 100.00% | 6,102,116표 | 1위  |      |
| 1965년 선거 | 이집트의 대통령 | 2대  | 아랍 사회주의 연합 | 100.00% | 6,950,098표 | 1위  |      |

## 같이 보기
- 제2차 중동 전쟁
- 제3차 중동 전쟁
- 소모전 (중동)

## 참고 문헌
1. Abdel-Malekh, Anouar. Egypt: Military Society. New York: Random House, 1968.
2. “Aswan High Dam”. Encyclopaedia of the Orient. 1996-2006. 25 March 2005 <http://lexicorient.com/e.o/aswandam.htm 보관됨 2007-05-14 - 웨이백 머신>
3. Copeland, Miles. The Game of Nations. New York: Simon and Schuster, 1969.
4. Heikal, Mohamed. The Cairo Documents: The Inside Story of Nasser and His Relationship with World Leaders, Rebels, and Statesmen. New York: Doubleday, 1973.
5. Egypt’s Judges Step Forward <http://www.carnegieendowment.org/files/PO17.borwn.FINAL.pdf>
6. Nutting, Anthony. Nasser. New York: E.P. Dutton, 1972.
7. Stephens, Robert Henry. Nasser; A Political Biography. New York: Simon and Schuster, 1972.